# G.723.1
G.723.1 – standard kodowania (kodek) mowy stosowany w telefonii VoIP.
G.723.1 występuje w dwóch wersjach:
- pasmo 6,3 kbit/s – używa 24-bitowych fragmentów i algorytmu MPC-MLQ,
- pasmo 5,3 kbit/s – używa 20-bitowych fragmentów i algorytmu ACELP.

Od 1 stycznia 2017 utraciła ważność większość patentów, którymi ograniczone było użycie kodeka G.723.1. Właściciele patentów, które jeszcze nie wygasły, solidarnie zgodzili się nie pobierać za nie opłat licencyjnych od producentów sprzętu ani użytkowników.